# Дачний провулок (Мелітополь)
Дачний провулок — провулок у місті Мелітополь. Починається від вулиці Генерала Петрова, перетинає вулицю Мелітопольських Дивізій і закінчується перехрестям з вулицею Дружби. Забудований приватними будинками.

## Історія
Точний час виникнення провулка невідомий. Перша відома згадка провулка відноситься до 28 червня 1957.